# The Philosophers’ Magazine
The Philosophers' Magazine (TPM) — независимый ежеквартальный журнал, основанный в 1997 году, призван предоставить место для философии в доступном и развлекательном формате. Основателями были Джулиан Бэджини и Джереми Стэнгрум. Журнал включает статьи, рецензии на книги, интервью и другой контент. TPM редактируется Джеймсом Гарви, а Джереми Стэнгрум редактирует родственный сайт TPM Online. Журнал распространяется в США и Канаде Центром документации по философии.